# Hydraulik
Hydraulik (av grekiskans hydor, "vatten" och aulo's, "rör") är den lära som behandlar hydrodynamikens praktiska tillämpningar om vätskors rörelse i kanaler och rör, strömningsmotstånd, tryckvågor,  med mera.
Hydraulik är ett samlingsbegrepp för komponenter som ingår i ett hydrauliksystem, vanligen benämnt hydraulsystem. Hydraulsystem är inordnade i gruppen fluidsystem (både vätska och gas) där hydraulsystem arbetar med vätska och pneumatiksystem arbetar med gas. 
Ett hydraulsystem är en konstruktion avsedd att medelst en strömmande trycksatt vätska överföra, och i de flesta fall styra energin, från en kraftkälla i form av en el-motor eller förbränningsmotor, till hydraulmotorer och/eller hydraulcylindrar. Hydraulsystemets pumpar, motorer, regulatorer, ventiler och ackumulatorer kan därvid styras på en rad olika sätt för att åstadkomma en för alla maskintyper mycket hög verkningsgrad och precision i energiöverföringen, till skillnad från mekaniska transmissioner som har kraftiga begränsningar i reglerbarhet. Man skiljer mellan hydraulsystem, även kallade hydrostatiska system, och hydrodynamiska system. Den effekt som överförs i ett hydraulsystem definieras av vätskans tryck (N/m²) multiplicerad med volymflödet (m³/sekund). Hydraulsystemets verkningsgrad (ηtotal) definieras som utgående effekt (Watt) dividerad med ingående effekt och ligger för konventionella hydraulsystem i området max. 0,90–0,75. De flesta typer av hydraulsystem för kontinuerlig överföring av hydrauleffekt kräver någon form av kylare för att inte vätskan ska överhettas (temperaturer över cirka 60 °C). För äldre typer av hydraulsystem, som ibland kunde ha väldigt låg verkningsgrad, kunde kylbehovet vara stort. För moderna hydraulsystem, med hög verkningsgrad, är kylbehovet avsevärt mindre. Vid användning av vattenbaserad fluid kan  fluidens värmetålighet vara så hög att det är andra komponenter, till exempel tätningar, som begränsar den maximala temperaturen.
Hydraulik är också ett ämne i ingenjörsvetenskapen som behandlar vätskors mekaniska egenskaper. Strömningsmekanik utgör den teoretiska grunden för hydrauliken. Hydraulik tillämpas inom många vetenskapliga och tekniska områden, och behandlas i ämnen som rörströmning, vattenkraft, pumpteknik, turbinteknik, grundvattenströmning,  flödesmätning, kanalströmning och erosion.

## Moderna hydraulsystem, allmänt
I hydraulsystem av typen hydrostatiska system är energiöverföring av deplacementstyp, det vill säga en vätska tvingas att strömma av en deplacerande pump varvid vätskan trycksätts motsvarande det tryck som lasten åstadkommer i form av ett lastmoment från en hydraulmotor eller lastkraften från en hydraulcylinder. Vätskans kompressibilitet, inkluderat eventuellt fri luft i vätskan, är i detta fall av stor betydelse för energiöverföringens verkningsgrad liksom de strömningsförluster som uppstår i förbindelserören mellan pumpar och motorer/cylindrar och strömningsförluster i mellanliggande ventiler. Den ideala effekt som överförs i ett hydraulsystem är vätskans tryck gånger flödet. Till detta kommer en totalverkningsgrad i energiöverföringen som man överslagsmässigt kan sätta till η = 70–75 % för att få en uppfattning om erforderlig storlek på kraftkällan i form av en el-motor eller dieselmotor som driver hydraulpumpen. Genom att arbeta med höga tryck (200–300 bar), låga strömningshastigheter (max. 4–5 m/s), små läckagespalter i pumpar, motorer och ventiler, ett optimalt viskositetsområde (15–30 cSt) och en "inkompressibel" vätska med lågt luftinnehåll kan en mycket hög verkningsgrad erhållas i energiöverföringen med totalverkningsgrader inkluderande effektförluster i hydraulpump och hydraulmotor/cylinder, upp mot 90 % för en enskild krets hydraulpump – hydraulmotor eller hydraulpump – hydraulcylinder.
Den trycksatta vätskan i hydraulsystem används inte enbart för att överföra energi utan svarar också för smörjning av de komponenter som ingår i systemet där smörjegenskaperna under skilda förhållande är av stor betydelse för komponenternas livslängd. Normalt används speciella oljor baserade på mineralolja med olika tillsatser för att främst minska viskositetens beroende av oljetemperaturen (högt viskositetsindex), förbättra oljans luftavskiljningsförmåga och förhindra oxidation vid högre temperaturer. För mobila maskiner är det i många tillämpningar ett krav att biologiskt nedbrytbara oljor används genom risken för stora läckage där mineralolja kan förgifta markområden och grundvatten. Ett exempel på biologiskt nedbrytbar hydraulolja med låg kompressibilitet och smörjande egenskap är ricinolja.

## Grundläggande byggstenar i hydraulkomponenter
Den mest grundläggande delen i ett hydraulsystem är användningen av en inkompressibel fluid, det vill säga en vätska som förändras marginellt i volym då den utsätts för en tryckförändring. Den enklaste formen av hydraulvätska är rent vatten, som historiskt utgjorde grunden för utvecklingen av moderna hydraulsystem. Den vanligaste vätskan i moderna hydraulsystem är olja med mineraloljebas eller helsyntetisk olja.
De grundläggande delar som alla hydraulkomponenter i hydrostatiska system byggs upp av kan sammanfattas i följande delar:
- Tryck- och energiöverförande vätska med så hög tryckmodul som möjligt med ett minimum av smuts eller slitagepartiklar som även kan fungera som smörjmedel med hög bärighet mellan rörliga ytor och svara för bortförseln av energiförluster som visar sig i form av en temperaturhöjning på vätskan.
- Spalter mellan rörliga eller stationära ytor på 1 – 10 μm för lägsta möjliga läckage. Se spaltströmning.
- Plana, cirkulära eller sfäriska ytor som hydraultycket verkar på.
- Cylindriska eller sfäriska ytor med små spalter mellan rörliga delar.
- Densitära strypningar i storleksordningen 0,6 – 2 mm för viskositetsoberoende tryckfall och kontrollerade läckage.
- Tätningar med positiv tätningsfunktion, det vill säga helt läckagefria tätningar. Enklaste formen är O-ringen eventuellt med stödring för att förhindra att O-ringen pressas ut i spalten av hydraultrycket mellan de ytor som ska avtätas.
- Spiralfjädrar som ger en motriktad kraft på delar med ytor som hydraultrycket verkar på för att åstadkomma en kraftbalans mellan mekanisk och hydraulisk kraft.

Det mest grundläggande formen av hydraulsystem är den klassiska domkraften där kolvsidan i en hydraulcylinder med liten diameter verkar på kolvsidan i en hydraulcylinder med större diameter med kolvutrymmena förbundna med en fast eller flexibel hydraulledning. Avsikten med systemet är att åstadkomma en kraftförstärkning i likhet med en mekanisk hävarm.

## Hydraulikens genombrott

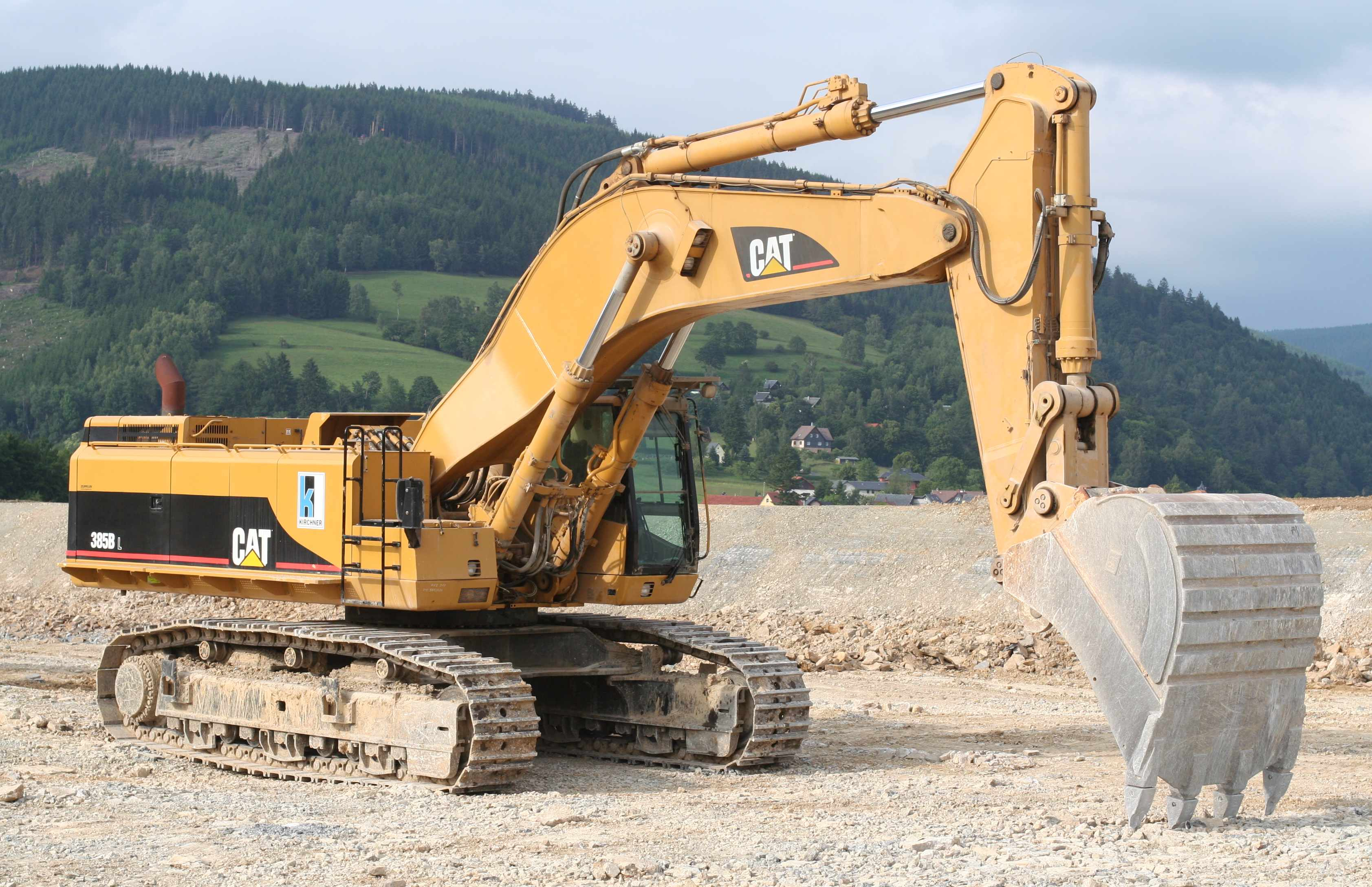
Grävmaskin
Huvudfunktioner, hydraulik:
Bomcylindrar, grävskopa, skoprotator och skoplutning, schaktblad, svängning överdel och larvbanddrivning.

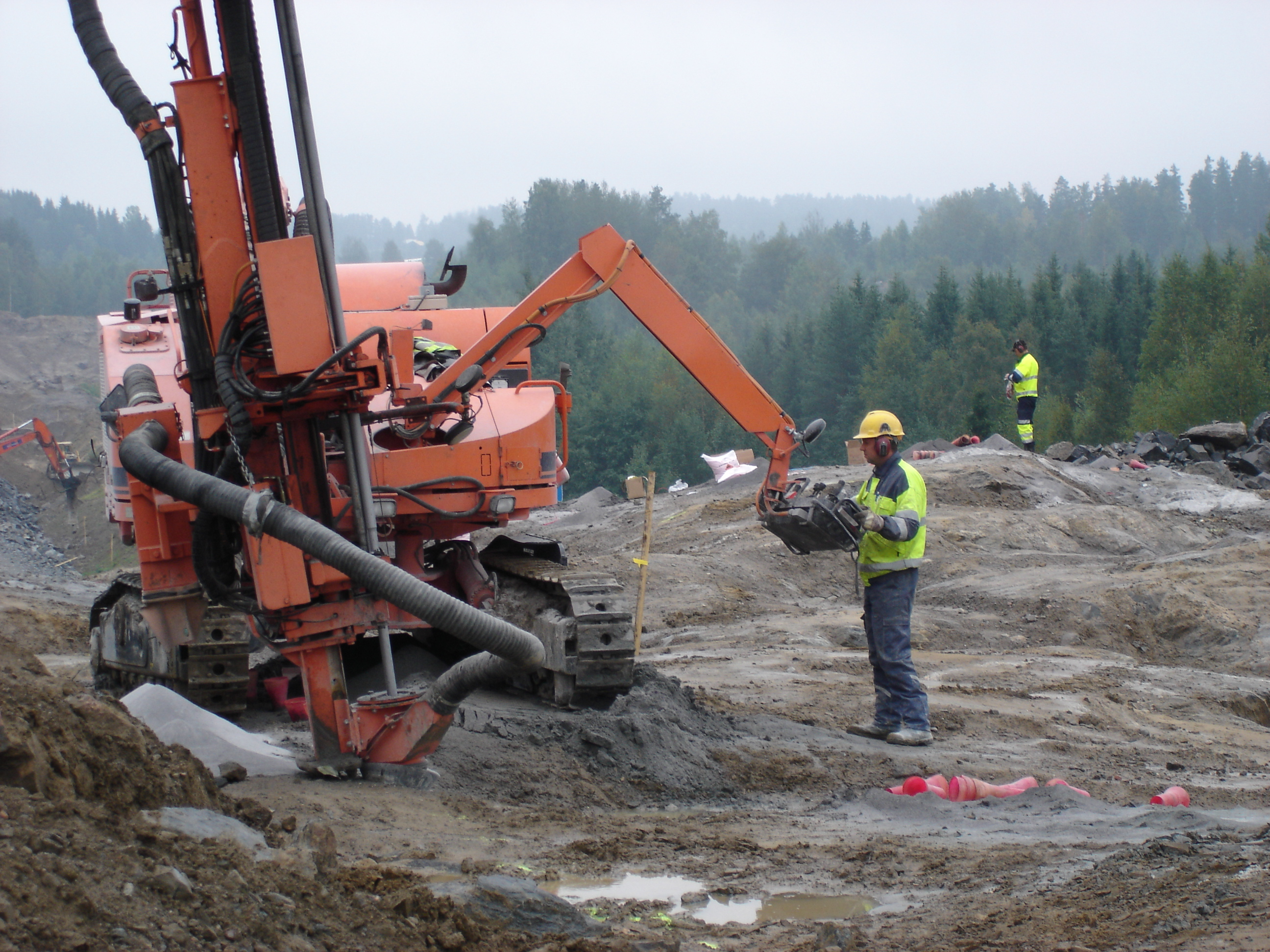
Bergborraggregat.
Huvudfunktioner, hydraulik:
Borrmaskin, borrmatning, bomcylindrar, drivning av dammsugarfläkt, hjälpvinsch vid terrängkörning och larvbanddrivning.

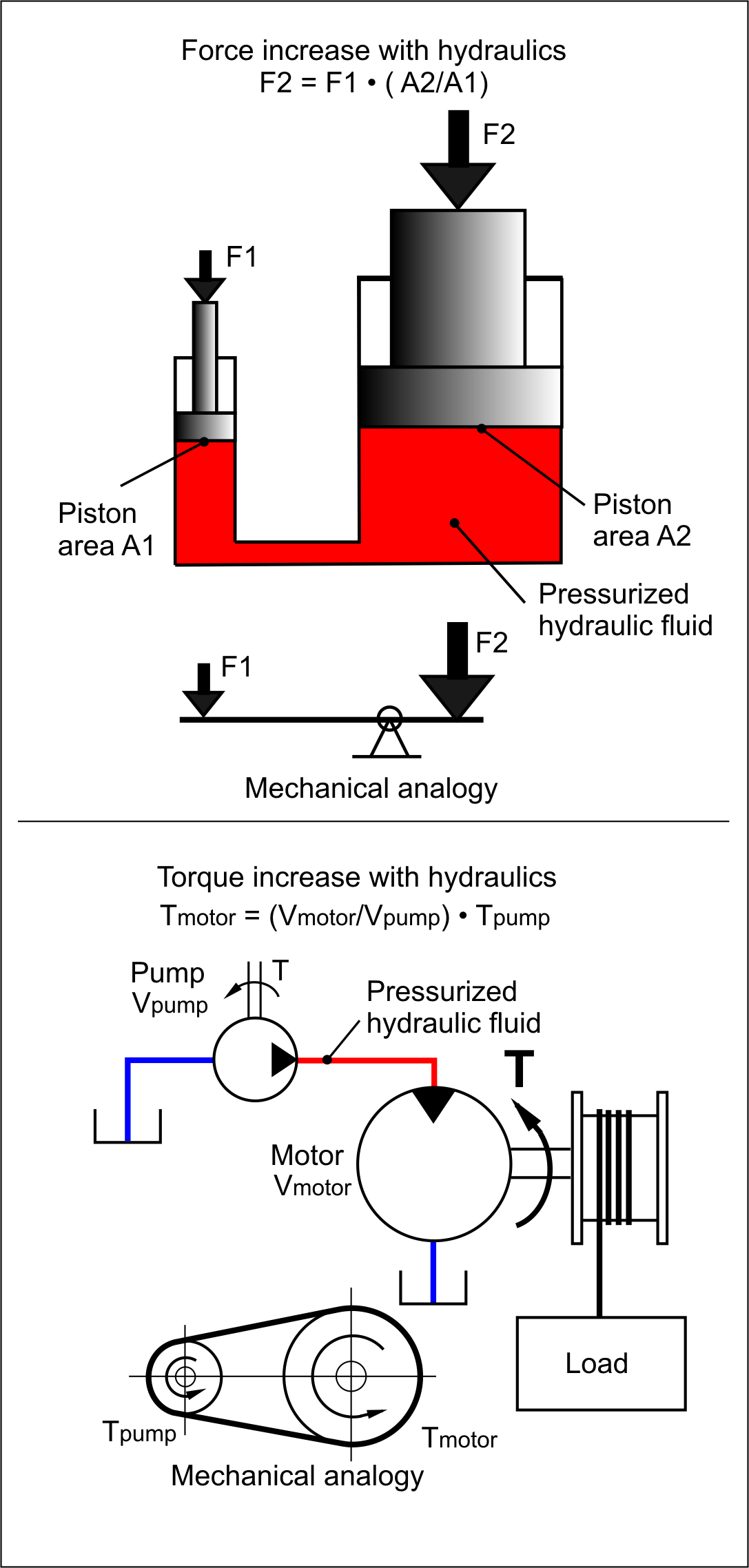
Hydraulisk kraft- och momentutväxling
Grundläggande princip.

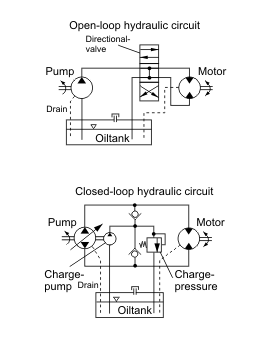
Öppen respektive sluten krets

Hydrauliken inom ingenjörsteknisk verksamhet fick sitt stora genombrott volymmässigt i början av 1960-talet då de helmekaniskt uppbyggda linstyrda grävmaskinerna ersattes med hydrauldrivna grävmaskiner där Åkermans i Eslöv var den första på den svenska marknaden. En hydraulisering i stor skala följde tätt därefter av i stort sett alla typer av anläggningsmaskiner, skogsmaskiner, jordbruksmaskiner, bergborraggregat, mobilkranar med flera maskintyper. Hydrauliken har inneburit en revolution för tillverkare av mobila maskinutrustningar genom möjligheten att enkelt kunna överföra stora effekter med hög verkningsgrad från en central kraftkälla till spridda förbrukare kombinerat med möjligheten till steglöst ställbar hydrostatisk kraft- och momentutväxling i energiöverföringen.
Den hydrostatiska energitransmissionen ger en mycket stor flexibilitet i maskinuppbyggnad med tekniska möjligheter som inte kan åstadkommas med annan teknik. Dessa möjligheter har också haft en mycket stor betydelse för mekaniseringen inom den mobila maskinsektorn och helt nya typer av maskinprinciper har utvecklats, som inte hade varit möjliga utan hydraulik.
Energiöverföringen mellan kraftkälla och förbrukare sker genom användning av stålrör utefter fasta maskindelar eller med flexibla/böjliga hydraulslangar vid övergångar där maskindelarna rör sig i förhållande till varandra inom ett begränsat vinkelområde. Vid större vinkelområden, som exempelvis vid övergången mellan en grävmaskins överdel där dieselmotor med hydraulpumpar är monterade till underdelens hydraulmotorer för framdrivningen sker överföringen av hydraulenergin med svivlar. Avstånd mellan kraftkälla och förbrukare på 20 – 40 m utgör inga problem om hydraulrör och slang dimensioneras rätt. Exempel: Med en hydraulledning med innerdiameter 25 mm överförs vid flödet 200 l/min (motsvarande en strömningshastighet på 1,7 m/s) och trycket 250 bar en effekt på 83 kW (111 hk).

## Hydraulik för olika tillämpningar
I kommersiella sammanhang skiljer man mellan mobilhydraulik och industrihydraulik där komponenterna främst skiljer sig med avseende på inbyggnadsmått, tyngd, driftdata, krav på livslängder med mera, även om det inte finns någon skarp gräns mellan dessa områden. Man kan särskilja speciella grupper av hydraulkomponenter anpassade för olika miljöer som inom den marina sektorn, exempelvis hydraulik för oljeplattformar och fartyg som används i havsmiljö med hög luftfuktighet/saltvatten och hydraulik under vatten där det ställs speciella krav. En annan grupp är hydraulkomponenter för användning i explosionsfarliga miljöer, exempelvis i kolgruvor med explosiva gaser som inte helt kan ventileras bort. Hydraulik för flygplan intar en särställning inom hydrauliken där samtliga hydraulkomponenter är konstruerade för speciella driftförhållanden med speciella tekniska lösningar och extrema krav på livslängder/säkerhet mot utmattningsbrott, omgivningstemperaturer och låg tyngd. Dessa komponenter används aldrig för markbaserade maskiner.

## Hydraulik för kraft och momentutväxling
En mycket viktig egenskap hos hydraulik, förutom i användning som energiöverföringsmetod, är möjligheten till mycket stora kraftutväxlingar/momentutväxlingar genom att utnyttja olika areor/deplacement som systemtrycket verkar på i analogi med en hävstång eller en remväxel. Den allra enklaste formen av ren kraftförstärkning med användning av hydraulik är en vanlig hydraulisk domkraft där en hydraulpump i form av en enkelverkande hydraulcylinder med en liten kolvarea är kopplad till en enkelverkande lyft-hydraulcylinder med en betydligt större kolvarea. Kraftutväxlingen är direkt proportionell mot förhållandet mellan de båda cylindrarnas kolvareor.
För en hydraulcylinder med en kolvdiameter på D = 100 mm erhålls vid ett hydraultryck på 250 bar (25 MPa) en utgående kraft på cirka 20 ton. På motsvarande sätt ger en vanligt förekommande hydraulmotor på med ett deplacement = 1 000 cm3/varv (1 liter/varv), ett moment på ca 6 300 Nm vid 400 bar. Detta motsvarar kraften av tyngden 630 kg med en hävarm på 1 m. Ett exempel på en hydraulmotor inom det allra största deplacementsområdet för kommersiell verksamhet är en radialkolvmotor som har ett deplacement på 250 000 cm3/varv (250 l/varv) med ett avgivet moment på nära 1,4 MNm med ett maximalt utgående varvtal på 10 varv/minut. Momentet motsvarar kraften av en tyngd på 14 ton med en hävarm på 10 m. Hydraulmotorn i detta fall väger cirka 10 ton. För att driva hydraulmotorn med full effekt erfordras en kraftkälla på cirka 1 460 kW (1 960 hk).
Hydraultrycket uttryckt i enheten bar som används i kommersiella mobila hydraulsystem ligger för typen öppna system normalt i området 200 – 250 bar, max 300 bar, medan slutna system arbetar med tryck i området 250 – 350 bar, max 500 bar. För hydraulpressar inom industriella tillämpningar arbetar man ofta med ännu högre tryck.

## Grundläggande systemtyper
Öppna system (eng. Open-loop): I det öppna systemet, som är den vanligaste formen av hydraulsystem, leds hydrauloljan, efter det att den uträttat ett arbete i hydraulcylindrar och hydraulmotorer, tillbaka till en med atmosfär förbunden hydraultank. Hydraulpumpens inloppsport är ansluten till hydraultanken under lägsta oljenivå. Pumpar med fast eller variabelt deplacement används.
Slutna system (eng. Closed-loop), används i praktiken enbart för energiöverföring mellan en hydraulpump med variabelt deplacement och en eller flera hydraulmotorer med variabelt eller fast deplacement. Hydrauloljan från hydraulmotorerna leds tillbaka direkt till pumpens inloppsport. Riktningsventil behövs ej för att växla flödesriktningen till hydraulmotorn genom att pumpens deplacement kan styras för både positiv och negativ flödesriktning. För att ersätta de läckageförluster som uppstår i pump och motor samt kyla och filtrera den cirkulerande hydrauloljan, måste ny olja tillföras och ett visst utbyte av olja ske i den slutna kretsen. Detta åstadkoms med en matarpump som via 2 backventiler förser kretsen med ny olja till den sida som för tillfället utgör lågtryckssida. Normalt förses slutna system med en spolventil inbyggd i hydraulmotorhuset som tappar av ett visst flöde från lågtryckssidan för att möjliggöra ett större utbyte av olja än vad enbart läckaget i pump och motor ger. Systemtypen används ofta för framdrivning av mobila maskiner som ett alternativ till andra typer av mekaniska och hydrodynamiska transmissioner och ger fördelar som steglöst variabel utväxling med möjlighet till flexibel styrning av utväxlingen efter belastning och driftsituation, hög reglerteknisk styvhet och möjlighet till hydrostatisk motorbromsning av maskinen med minimala hydraulikförluster genom att den slutna transmissionen kan uppta ett negativt moment från drivhjulen som matas in i dieselmotorn via hydraulpumpen som då arbetar som "hydraulmotor" och driver dieselmotorn som "kompressor". Möjligheten till motorbromsning, där även förluster i mekaniska utväxlingssteg mellan drivhjul och hydraulmotor i hög grad bidrar till ett motmoment, betyder att de ordinarie mekaniska bromsarna i normal drift sällan behöver utnyttjas och används i princip enbart som en extra nödbroms och som parkeringsbroms. 
Öppet-centersystem (eng. Open-center): Riktningsventilen förbinder pumpens utlopp med tank i neutralläge. Vanlig systemtyp för enklare system med låg avgiven effekt där pumpen har fast deplacement.
Stängt-centersystem (eng. Closed-center): Riktningsventilen blockerar pumpens utlopp i neutralläge. Används generellt enbart med pumpar som har variabelt deplacement där pumpen avger 0-flöde när riktningsventilerna är i neutralläge.
2 typer av system med stängt-center:
Konstanttrycksystem (eng. Constant Pressure system, vanligen förkortat CP-system): Pumpen ger ett konstant tryck så länge maximalt pumpdeplacement inte utnyttjas. Pumptrycket motsvarar det tryck som maximalt kan erfordras för förbrukarna. Pumpens flöde anpassas automatiskt till summan av aktuellt flödesbehov för aktiverade förbrukare. CP-system är tekniskt enkla, är reglertekniskt mycket stabila, är enkla att bygga ut med fler förbrukare och har mycket gott svar (svarstid mellan aktivering av riktningsventilen till förbrukaren och en synbar rörelse hos förbrukaren), men ger stora energiförluster om förbrukarnas lasttryck varierar starkt, och om det genomsnittliga lasttrycket är lågt i förhållande till inställt konstant pumptryck. CP-system motsvarar pneumatiska system i uppbyggnad där tryckkällan, kompressorn motsvarar hydraulpumpen.
Lastkännande system, allmänt. (eng. Load Sensing system, vanligen förkortat LS-system): Pumptrycket anpassas kontinuerligt efter det högsta lasttrycket vid flera samtidigt aktiverade förbrukare plus ett tryck ΔPLS = trycket före riktningsventil minus trycket efter riktningsventil på cirka 20 bar, som utgör den konstanta tryckdifferens som pumpens regulator arbetar med för att kunna avge konstant flöde vid en viss öppningsarea i riktningsventilen till förbrukaren. Pumpens avgivna flöde anpassas automatiskt till summan av aktuellt flödesbehov för samtidigt aktiverade förbrukare. När samtliga riktningsventiler står i neutralläge avger pumpen "0-flöde" med ett pumptryck motsvarande ΔPLS-trycket. Lastkännande system är den vanligaste systemtypen för arbetshydraulik i mobila maskinutrustningar genom att både pumptryck och flöde automatiskt anpassas till aktuellt behov i varje driftssituation vilket ger en avsevärt högre systemverkningsgrad än CP-system. LS-system är dock tekniskt mer komplexa genom behovet av fler tillsatsventiler, är reglertekniskt mycket känsliga och har sämre svar än CP-system. Lastkännande system genererar alltid en "onödig" effektförlust som i genomsnitt uppgår till cirka 10 % av inmatad hydrauleffekt beroende av den nödvändiga konstanta tryckskillnaden ΔPLS för att systemet pump – ventil ska fungera. ΔPLS kan teoretiskt sättas mycket låg för att minimera den konstanta effektförlusten, men då blir systemets svarstider för stora, och pumpflödet alltför beroende av att hydrauloljan alltid har en viss maximal oljeviskositet.
4 varianter av lastkännande system:
(1) LS-system utan kompensatorer i riktningsventilerna. Förbrukaren med det högsta lasttrycket bestämmer pumptrycket. En tryckändring i det högsta trycket påverkar flödet till alla övriga funktioner. Fungerar bra om avvikelsen i lastryck mellan samtidigt aktiverade förbrukare är liten.
(2) LS-system med kompensatorer uppströms riktningsventilerna. Förbrukaren med det högsta lasttrycket bestämmer pumptrycket. Flödet till respektive förbrukare påverkas inte av övriga förbrukare under förutsättning att max pumpdeplacement inte utnyttjas. När max. pumpdeplacement uppnås prioriteras den förbrukare som har det lägsta lasttrycket.
(3) LS-system med kompensatorer nedströms riktningsventilerna. Vanligast förekommande när tillgängligt pumpflöde ofta understiger önskat flöde vid flera samtidigt aktiverade funktioner. Fördel: Flödesförhållandet mellan samtidigt aktiverade funktioner bibehålls även när pumpen uppnår max deplacement. Vanlig tillämpning: Grävmaskin.
(4) LS-system med kombinerat nedströms och uppströms kompensatorer. Funktioner med uppströms placerad kompensator blir prioriterad när max pumpdeplacement uppnås. I övrigt som system (3).

## Beräkningsexempel, effektbehov
Ett mobilt hydraulsystem bestående av en dieselmotordriven hydraulpump ska försörja ett antal förbrukare i form av hydraulcylindrar och hydraulmotorer. Vid maximal hydrauleffekt ska pumpen avge ett flöde Q = 280 l/minut, vid ett tryck; P = 250 bar. Ideal effekt som ska överföras från dieselmotorn till förbrukarna ges av:
Eideal = (Q · P)÷ 600 kW = (280 · 250)÷ 600 = 117 kW.
(600 är omvandlingsfaktor för att få enheterna rätt eftersom tryck anges i bar, flöde i l/min och effekten som kW)
- 1 l/minut = 1/60 000 m³/s
- 1 bar = 100 000 Pa
- 1 kw = 1 000 W

Alltså: 100 000/60 000/1 000 blir 1/600
Totalverkningsgraden kan överslagsmässigt sättas till η = 0,70. Av detta erhålls att kraftkällan (dieselmotorn) måste kunna avge en effekt:
Ediesel = 117 ÷ 0,7 = 167 kW.
Pumpens maximala deplacement Vpump bestäms av vid vilket minsta dieselmotorvarvtal som specificerat max flöde skall finnas tillgängligt. Antag att flödet Q = 280 l/minut ska avges för varvtal större eller lika med 2 000 varv/minut.
Vpump = (Q · 1 000) ÷ 2 000 = 140 cm3/varv.

## Hydrodynamiska system
En annan typ av system utgör de hydrodynamiska systemen, även kallade rotodynamiska som definitionsmässigt är inordnade under den övergripande gruppen hydrauliska strömningsmaskiner. Ett exempel på ett sådant system är momentomvandlaren i en automatväxellåda för ett fordon som arbetar med olja som energiöverförande medium, bestående av en centrifugalpump som är ihopbyggd med en turbin till en kompakt enhet med mycket liten spalt emellan pump och turbin. Momentomvandlaren fungerar här som en flexibel koppling mellan ingående drivaxel från förbränningsmotorn till de mekaniska växelstegen i växellådan för att åstadkomma en ryckfri växling. (Momentomvandlare benämns ofta efter engelskans "converter", jämför "convertertransmission"). I de hydrodynamiska systemen är vätskeströmmen ej tvingande (ej deplacerande). Vätskerörelsen orsakad av centrifugalpumpens rotation innebär inte ovillkorligen en rörelse hos turbinen men alltid ett resulterande moment. Det överförda momentet är direkt beroende av vätskans hastighet till skillnad från de hydrostatiska systemen där utgående moment idealt är oberoende av vätskans hastighet.

## Hydrauliska strömningsmaskiner
Hydrodynamiska system kan inordnas i den större gruppen Hydrauliska strömningsmaskiner. Dessa maskiner är definitionsmässigt en grupp av maskiner där den tekniskt intressanta energiomvandlingen sker genom en växelverkan mellan strömningsmaskinens rotor och den till strömningsmaskinen kontinuerligt passerande fluiden som kan utgöras av gas eller vätska. Maskiner som inordnas inom detta begrepp är exempelvis centrifugalpumpar för vätska, vatten- och ångturbiner, propellrar, fläktar och gaskompressorer. 

## Några tillämpningar där hydraulsystem utgör en väsentlig del av maskineriet
- Grävmaskiner; grävarm, skopa, svängning överdel, framdrivning (transmission)
- Skogsmaskiner, skördare och skotare; kranar, framdrivning (transmission), nivellering, skördaraggregat med mera.
- Gaffeltruckar; lyftcylindrar, tippning av lyftgaffelram, framdrivning (transmission)
- Hjullastare; skoplyft/vinkling/grip, framdrivning (transmission)
- Mobilkranar; utskjut teleskopkran, kranlyft, svängning överdel, stödben, vinschar
- Jordbruksmaskiner och redskap till jordbrukstraktorer
- Stålverk, valsverk
- Industriella hydraulpressar
- Plastsprutningsmaskiner
- Verktygsmaskiner
- Pappersmaskiner, drivning av valsar
- Lastbilar; styckegodskranar, lyftanordningar, stödben
- Flygplan; roder, vingklaffar och landställ
- Hydrauliska bergborraggregat; bomcylindrar, framdrivning (transmission), hydraulborrmaskin
- Bromssystem för fordon
- Större fartyg; roder, däckkranar, lastluckor med mera.
- Mindre fartyg; drivning av huvudpropellrar, bogpropellrar med mera.
- Oljeplattformar; kranar, vinschar, borrdrivning med mera.
- Avfallskvarnar; drivning av klippvalsar
- Avfallskomprimatorer, drivning av pressplattan.
- Reglering av vattenturbiner, ledskenor samt löphjulsskovlar i kaplanturbiner.
- Tivolianordningar
- Robotar

## Hydrauliktillverkare och mässor[2]
De största hydrauliktillverkarna i världen finns inom ett fåtal stora industrikoncerner. Följande företagskoncerner svarar för merparten av västvärldens samlade produktion av hydraulikkomponenter och system.
- Eaton Corporation
- Parker Hannifin
- Bosch Rexroth
- Hydac
- Sauer Danfoss
- Kawasaki

Sammantaget inkluderat alla teknikgrenar inom dessa koncerner, som även innefattar annat än hydraulik, har dessa företag totalt cirka 153 000 anställda. Som jämförelse har IBM cirka 400 000 anställda och Microsoft cirka 100 000 anställda. Flera av de stora företagskoncernerna har behållit förvärvade företags varumärken, vilket är speciellt framträdande för Eaton som innehar ett 20-tal väl kända varumärken som har en historia som sträcker sig tillbaka till tidigt 1920-tal, bland andra Aeroquip, Arrow, Boston, Char-Lynn, Dynapower, Everflex, Hydro-Line, Hydrokraft, Hydrowa, Synflex, Ultronics, Vickers, Walterscheid och Weatherhead förutom Eatons eget varumärke Eaton. 
De största mässorna i Europa och USA där många hydraulikföretag brukar vara representerade som även innefattar kompletta maskinapplikationer:
- Bauma, München
- Conexpo, Las Vegas USA.
- Scanautomatik inom Svenska mässan.
- Hannovermässan, Tyskland.